# Častoozer'e
Častoozer'e (in russo Частоозерье?) è un villaggio della Russia situato nell'oblast' di Kurgan. È il centro amministrativo del rajon Častoozërskij.
Si trova a 67 km dalla stazione ferroviaria di Petuchovo, a est di Kurgan.